# Warner (Dacota do Sul)
Warner é uma cidade  localizada no estado norte-americano de Dakota do Sul, no Condado de Brown.

## Demografia
Segundo o censo norte-americano de 2000, a sua população era de 419 habitantes.
Em 2006, foi estimada uma população de 434, um aumento de 15 (3.6%).

## Geografia
De acordo com o United States Census Bureau tem uma área de
0,8 km², dos quais 0,8 km² cobertos por terra e 0,0 km² cobertos por água. Warner localiza-se a aproximadamente 396 m acima do nível do mar.

## Localidades na vizinhança
O diagrama seguinte representa as localidades num raio de 24 km ao redor de Warner.